# Asnières-sur-Oise
Asnières-sur-Oise è un comune francese di 2 587 abitanti situato nel dipartimento della Val-d'Oise nella regione dell'Île-de-France.
Il suo territorio ospita l'antica abbazia cistercense di Royaumont.

## Società

### Evoluzione demografica
Abitanti censiti